# بودتشوس
بودتشوس (به چکی: Budčeves) یک منطقهٔ مسکونی در جمهوری چک است که در شهرستان ییچین واقع شده‌است. بودتشوس ۶٫۷۱ کیلومتر مربع مساحت و ۱۷۰ نفر جمعیت دارد و ۲۱۲ متر بالاتر از سطح دریا واقع شده‌است.